# Clarke (dessinateur)
Pour les articles homonymes, voir Seron et Clarke.
Clarke, de son vrai nom Frédéric Seron, né le 16 novembre 1965 à Rocourt, est un auteur de bande dessinée belge.

## Biographie

### Les débuts
Frédéric Seron naît le 16 novembre 1965 à Rocourt,. Neveu du dessinateur Pierre Seron, il commence sa carrière comme illustrateur de mode pour des agences bruxelloises et dans la publicité avant de se lancer dans la bande dessinée avec des participations à des publications collectives locales (Qui a tué François Walthéry et B.D. Mode, c'est belge). À 18 ans, il publie son premier album Rebecca chez Khani éditions sur un scénario entamé par Jean-Paul Marchal et terminé par François Gilson. Il fréquente pendant quatre ans l'Académie royale des beaux-arts de Liège, continuant la bande dessinée en dilettante.
En 1990, il entre chez Spirou avec sa première série : Les Cambrioleurs sur un scénario de Crosky et les mini-strips fantaisistes d'Africa Jim, animés par Gilson et il rend un hommage graphique à François Walthéry dans l'album collectif Natacha. Spécial 20 ans (Marsu Productions, 1990), qui célèbre le 20e anniversaire de la série Natacha.

### La création deMélusine
Il dessine, pour Spirou, la série Mélusine avec François Gilson depuis 1992 ; Les Baby-sitters, sous le pseudonyme de Valda, une vingtaine de gags sur des scénarios de Christian Godard entre 1994 et 1999. Il utilise le pseudonyme de Bluttwurst pour la série Les Enquêtes de l'inspecteur Archibaldo Massicotti parues dans Spirou de 1995 à 1996.
Il participe aux Sales petits contes, des parodies des contes classiques, avec Yann, deux tomes parus en 1997 et 1998 dans la collection « Humour libre » aux éditions Dupuis.
Avec Midam comme coscénariste, entre 1998 et 2000, il dessine trois tomes de la série Durant les travaux, l'exposition continue..., où tous les personnages, du moins dans les deux premiers albums, ont la caractéristique de porter des lunettes. Le troisième est une moquerie sur les croyances au paranormal. Lorsque Midam, trop accaparé par sa propre série, décide de ne plus s'y consacrer, Clarke continue seul et réalise Le Miracle de la vie en 2004. Un cinquième album Le Monde est flou sort en 2009, en même temps que la réédition des quatre premiers tomes sous l'intitulé générique Histoires à lunettes.
À côté de ces collaborations, et dans le même genre d'humour que les Histoires à lunettes, Clarke fait son entrée à Fluide glacial en 1998 pour lequel il réalise plusieurs albums publiés aux éditions Audie : Thérapies en vrac, P.38 et bas nylon, Château Montrachet, Cosa nostra et Histoires de France (où il crée des scénarios pour le dessinateur Olivier Wozniak).
À partir de 2004, il traite dans le même registre, cette fois plus en phase avec l'actualité avec la série Mister President (5 tomes parus chez Le Lombard entre 2004 et 2009). Pour la même maison d'édition, il scénarise également la série Docteur Bonheur pour le dessinateur Turk (3 tomes parus entre 2007 et 2009). En 2010, toujours dans la même maison d'édition, il entame la série Cosa nostra. Trois albums sortent : une réédition colorisée du premier tome paru aux éditions Fluide glacial (Sicilia Bella), et deux nouveaux volumes (La Mano Nera et Pizza Connection).

### Changement de registre en 2005
Dans un autre registre, il sort en 2005, avec Denis Lapière comme coscénariste, Luna Almaden dans la collection « Aire Libre » aux éditions Dupuis. Dans cet album, il emploie un dessin plus réaliste. Les deux auteurs, qui se connaissent pour avoir précédemment collaboré sur la série La Clé du mystère en 2003, sortent une nouvelle collaboration en 2009 : Urielle aux éditions Quadrants, toujours dans la même veine réaliste - réalisme qu'il exploite encore en 2012, cette fois seul, pour son album Nocturnes aux éditions du Lombard dans la collection « Signé ».
En 2013, dans la collection « Treize Étrange » aux éditions Glénat, sortent Les Amazones, diptyque (avec Ludo Borecki au dessin) sur la Guerre de Crimée. Cette même année, il poursuit la série Mélusine seul, au scénario comme au dessin, à la suite de l'abandon du scénariste François Gilson. En 2014, il sort, aux éditions Glénat, un petit album autobiographique : Les Étiquettes. L'année suivante, il commence un triptyque qui s'apparente à un exercice de style avec un recueil en noir et blanc de courtes histoires fantastiques : Réalités obliques (Lombard 2015-2018). En janvier 2016 paraît, toujours au Lombard, Dilemma, un roman graphique de 130 pages, disponible en deux versions différentes, chacune proposant une fin alternative à l'histoire. Un site est consacré à l'album.
En 2016, avec Des bleus et des Dalton, un court récit de 6 planches, il rend hommage aux Tuniques bleues dans Spirou, repris dans le recueil Des histoires courtes par... (Dupuis, 2016).
En 2018, il publie le roman graphique de science-fiction Les Danois chez Le Lombard.
En 2019, il participe au cadavre exquis pour l'anniversaire des 90 ans de Mickey Mouse.
En 2021, il publie un roman graphique de science-fiction Akkad chez Le Lombard et avec Villa Pandora, il commence une nouvelle série d'aventure mâtinée de fantastique sur un scénario de Vincent Dugomier Urbex chez le même éditeur et il rend hommage à Raoul Cauvin dans Spirou.
Avec le court récit Une bien belle maison d'édition, il célèbre le centenaire des éditions Dupuis en 2022 et publie le tome deux d'Urbex la même année. L'année suivante, il contribue au Tintin numéro spécial 77 ans. En 2024, il sort le roman graphique Nouvelle Chine dans la collection « Quadrants Solaires ». Un polar sur fond de pandémie,.
Il voue à l'humour absurde de Gary Larson une grande admiration.
Clarke travaille en atelier qu'il partage avec Batem, Ludo Borecki, Marco Venanzi, Benoît Ers, Marc-Renier, Johan Pilet, Corentin Longrée et Mathieu Barthélémy.

### One shots
- Rebecca, Bon anniversaire Papy !!, avec François Gilson (scénario), Khani Éditions, 1987
- Thérapies en vrac[77], Audie, coll. « Fluide glacial », Paris, septembre 1999
Scénario et dessin : Clarke - Couleurs : noir et blanc -  (ISBN 2-85815-262-4)
- P.38 et bas nylon, Audie, coll. « Fluide glacial », Paris, septembre 2000
Scénario et dessin : Clarke - Couleurs : noir et blanc -  (ISBN 2-85815-284-5)
- Château Montrachet[78], Audie, coll. « Fluide glacial », Paris, septembre 2001
Scénario et dessin : Clarke - Couleurs : noir et blanc -  (ISBN 2-85815-301-9)
- Histoires de France[79], Audie, coll. « Fluide glacial », Paris, avril 2002
Scénario : Clarke - Dessin : Olivier Wozniak - Couleurs : noir et blanc -  (ISBN 2-85815-321-3)
- 50 potées, avec Ralph Meyer, 2002
- Le Miracle de la vie, avec Midam (scénario), Dupuis, 2004
- Urielle[80],[18], Quadrants, coll. « Boussole », Toulon, octobre 2009
Scénario : Denis Lapière - Dessin : Clarke - Couleurs : Ngam -  (ISBN 9782302005457)
- Nocturnes[81],[82],[83], Le Lombard, coll. « Signé », Bruxelles, 6 janvier 2012
Scénario et dessin : Clarke - Couleurs : Benoît Ers -  (ISBN 9782803630295)
- Les Étiquettes[84], Treize étrange, Grenoble, 19 février 2014
Scénario et dessin : Clarke - Couleurs : noir et blanc -  (ISBN 978-2-7234-9991-0)
- Dilemma[85],[86], Le Lombard, Bruxelles, 15 janvier 2016
Scénario et dessin : Clarke - Couleurs : Cerise -  (ISBN 978-2-8036-3579-5)
- Les Danois[87],[88], Le Lombard, Bruxelles, 5 janvier 2018
Scénario et dessin : Clarke - Couleurs : Cerise -  (ISBN 978-2-8036-7177-9)
- Akkad[89],[90], Le Lombard, Bruxelles, 22 janvier 2021
Scénario et dessin : Clarke - Couleurs : Mathieu Barthélémy -  (ISBN 978-2-8036-7706-1)
- Nouvelle Chine[32],[91],[92], Quadrants, coll. « Quadrants Solaires », Toulon, 6 mars 2024
Scénario et dessin : Clarke - Couleurs : noir et blanc -  (ISBN 978-2-302-10278-1)

### Para-BD
À l'occasion, Clarke réalise des portfolios, ex-libris, posters, cartes ou cartons, autocollants, pochettes de CD, et commet quelques travaux publicitaires. Il réalise également les affiches de nombreux festivals de bande dessinée.

## Expositions
- 2019 : Expo Clarke, Galerie Comic Art Factory, Bruxelles, du 5 avril au 4 mai 2019[99],[100],[101].

## Prix et récompenses
- 1998 :  prix avenir décerné par la Chambre belge des experts en bande dessinée[102] pour Mélusine.
- 2022 :  prix des collèges du Festival d'Angoulême pour Urbex (avec Vincent Dugomier)[103].